# Jordyn Huitema
Jordyn Pamela Huitema (* 8. Mai 2001 in Chilliwack, British Columbia) ist eine kanadische Fußballnationalspielerin.

## Leben
Huitema, deren Vorfahren aus den Niederlanden stammen, wuchs mit zwei Brüdern in Chilliwack, British Columbia, auf, wo sie die Vedder Elementary School besuchte. Ab 2015 besuchte sie die Burnaby Central Secondary School im Deer Lake Park in Burnaby. Ihr drei Jahre ältere Bruder Trent ist Eishockeyspieler in der Saskatchewan Junior Hockey League (SJHL) und der sechs Jahre ältere Brody spielt wie sie Fußball, gegenwärtig im Männer-Fußballteam der Duke University; er war langjähriger Spieler der Vancouver Whitecaps. Von Mai 2017 bis Mai 2022 war sie mit dem kanadischen Nationalspieler Alphonso Davies liiert.

### Vereine
Sie begann ihre Karriere im Alter von vier Jahren beim Chilliwack FC. Anschließend spielte sie – zwischen 2012 und 2014 – zwei Jahre bei Surrey United, bevor sie sich im Januar 2015 den Vancouver Whitecaps FC Girls Elite BC Soccer REX anschloss. Seit 2017 gehört Huitema zum Seniorteam der Whitecaps, die gegenwärtig in der Metro Women’s Soccer League spielen. Am 4. April 2018 unterschrieb Huitema gemeinsam mit Nationalmannschaftskollegin Julia Grosso in der Women’s Premier Soccer League für die TSS FC Rovers. Im Juli 2018 wurde verlautbart, dass sie für PSG Féminines spielen würde. Bevor sie einen Vertrag unterschrieb, schloss sie aber ihre Schule ab und erwarb sich so die Qualifikation fürs College. Im Juli 2018 spielte sie für Paris Saint-Germain beim International Champions Cup und kam gegen Manchester City sowie gegen North Carolina Courage zum Einsatz. Im Mai 2019 erhielt sie einen Vierjahresvertrag bei PSG, wo sie 2021 zum Gewinn des ersten Meistertitels der Klubgeschichte beitrug.
Am 18. Juni 2022 wechselte Huitema zum amerikanischen Klub OL Reign und unterzeichnete einen Zweijahresvertrag. Im Finale 2022 des Women’s Cup erzielte sie ihr erstes Tor für das Team, zur 2:1-Führung gegen Racing Louisville FC, was sich letztendlich als das entscheidende Tor erwies. Sie erzielte im Rest der regulären Saison zwei Tore, das Zweite im Saisonendspiel gegen Orlando Pride, in dem Reign den NWSL Shield gewann. Die reguläre Saison schloss OL auf dem ersten Platz ab, verlor dann aber im Halbfinale der Play-offs mit 0:2 gegen Kansas City Current.

### Nationalmannschaft
Nach 14 Spielen für die U-15, 2014 auf den Cayman Islands und 2016 bei den CONCACAF Girls’ U-15 Championship in den Vereinigten Staaten folgten bei den U-17 CONCACAF Championship in Grenada und der FIFA U-17 WM in Jordanien acht Länderspiele für die kanadische U-17 Nationalmannschaft. Im Alter von 15 Jahren wurde Huitema im März 2017 erstmals für die A-Nationalmannschaft beim Algarve-Cup nominiert.
Am 8. März 2017 feierte die Stürmerin im Finale des Algarve-Cup 2017 gegen die spanische Fußballnationalmannschaft der Frauen mit 15 Jahren und drei Monaten ihr A-Länderspieldebüt in der kanadischen Nationalmannschaft. Rund drei Monate später erzielte sie am 11. Juni 2017 mit 16 Jahren beim 6:0 über die costa-ricanische Fußballnationalmannschaft der Frauen ihre ersten beiden Tore.
Beim CONCACAF Women’s Gold Cup 2018 trug sie mit vier Toren, die sie beim 12:0-Sieg gegen Kuba erzielte, dazu bei, dass sich die Kanadierinnen für die WM 2019 qualifizieren konnten. Ende 2018 nahm sie an der U-17-Fußball-Weltmeisterschaft in Uruguay teil. Sie wurde dabei nur im dritten Gruppenspiel gegen den späteren Weltmeister Spanien nicht eingesetzt. Im Viertelfinale gegen die deutsche Mannschaft erzielte sie das einzige Tor des Spiels. Mit insgesamt drei Toren gehörte sie zu den vier drittbesten Torschützinnen des Turnieres. Eine Medaille wurde durch eine 1:2-Niederlage im Spiel um Platz 3 gegen Neuseeland verpasst.
Am 25. Mai 2019 wurde sie für die WM 2019 nominiert. Mit einer Körpergröße von 1,80 m war sie die größte Spielerin des Kaders. Bei der WM wurde sie aber nur im Gruppenfinale gegen die Niederlande eingesetzt, das mit 1:2 verloren wurde. Als Gruppenzweite schieden die Kanadierinnen im Achtelfinale gegen den späteren Dritten Schweden aus.
Im Juni 2021 wurde sie für die wegen der COVID-19-Pandemie um ein Jahr verschobenen Olympischen Spiele zunächst als Backup nominiert. Nach Aufstockung der Kader wegen der Pandemie gehörten auch die Backups zum Kader. Bei den Spielen wurde sie erstmals im dritten Gruppenspiel gegen Großbritannien eingesetzt. Im Viertelfinale gegen Brasilien wurde sie in der 115. Minute eingewechselt, im Elfmeterschießen aber nicht eingesetzt. Im mit 1:0 gegen die USA gewonnenen Halbfinale kam sie für die letzten vier Spielminuten von der Bank, im Finale gegen Schweden in der 85. Minute, kam aber auch hier beim Sieg im Elfmeterschießen, durch den die Kanadierinnen die Goldmedaille gewannen, nicht zum Zug.
Bei der CONCACAF W Championship 2022 wurde sie in den drei Gruppenspielen, dem Halbfinale und im Finale jeweils eingewechselt und erzielte beim 6:0-Sieg im Gruppenspiel gegen Trinidad und Tobago ein Tor. Bereits mit dem Einzug ins Halbfinale qualifizierten sich die Kanadierinnen für die Fußball-Weltmeisterschaft der Frauen 2023 in Australien und Neuseeland. Im Finale verloren sie gegen die USA mit 0:1.
Am 9. Juli 2023 wurde sie für die WM 2023 nominiert, kam in jedem der drei Spiele ihres Teams zum Einsatz und schied mit ihrer Mannschaft nach der Vorrunde aus.

## Erfolge

### Nationalmannschaft
- Olympiasiegerin 2020

### Verein
mit Paris St. Germain
- Französische Meisterin: 2021
- Französische Pokalsiegerin: 2022

## Auszeichnungen
- Kanadische U-17-Spielerin des Jahres: 2017